# Magical Drop
Magical Drop (яп. マジカルドロップ), также известная как Chain Reaction, — видеоигра в жанре головоломки, разработанная и изданная японской компанией Data East для аркадных автоматов в 1995 году. В том же году вышла версия для Super Nintendo Entertainment System и Sega Saturn. В 1996 году была выпущена версия для PlayStation. Игра представляет собой головоломку, в основе которой лежит группирование вместе одинаковых элементов.
Разработка Magical Drop была мотивирована большой популярностью игр-головоломок в начале 1990-х годов, а также желанием разработчиков привлечь к своим продуктам женскую аудиторию. Для того чтобы заинтересовать женщин, художниками Data East была создана «милая» графика и использовался мотив карт Таро для создания персонажей. Magical Drop основана на механике игры-головоломки Drop-Drop, созданной российскими разработчиками. Data East сначала лицензировали, а потом полностью выкупили права на эту игру.
Magical Drop получила смешанные отзывы критиков. Игровая пресса хвалила затягивающий геймплей, но критиковала игру за однообразие и её схожесть с другими представителями жанра. Для Data East Magical Drop стала большим коммерческим успехом и положила начало одноимённой серии. Сама игра неоднократно переиздавалась и продолжает переиздаваться на различных платформах.

## Игровой процесс

Снимок игры. Маг (слева) играет против Звезды (справа). Изображения персонажей находятся на заднем плане игровых полей. Снизу каждого поля находятся фигурки шутов с шарами в руках.

Magical Drop является двухмерной игрой-головоломкой. В игре есть два режима — «режим сражения» и «режим соло». В режиме сражения действие происходит на двух одинаковых по размеру прямоугольных игровых полях. Слева отображается поле первого игрока, а справа — второго. В одиночной игре за правого игрока играет искусственный интеллект. В большинстве версий Magical Drop игрок управляет миниатюрной фигуркой шута, которая находится в нижней части игрового поля и может перемещаться по диагонали. В верхней части поля рядами появляются шары разных цветов: синие, зелёные, жёлтые и фиолетовые. Управляя шутом, игрок может захватывать шары и удерживать одновременно один или несколько шаров одного цвета. Захваченные шары игрок может вернуть обратно на поле, и если в результате такой манипуляции шары будут сгруппированы таким образом, что образовалась вертикальная группа из трёх или более шаров, то эти шары и все соприкасающиеся с ними шары такого же цвета исчезают с экрана. Если в результате исчезновения образовались пустоты, то шары сдвигаются в них, что может привести к новым группам из трёх шаров одного цвета, то они тоже исчезнут. Эта механика называется «цепной реакцией».
Кроме обычных шаров, в игре есть несколько особых предметов. Четыре из них раскрашены в цвета шаров, их предназначение в том, чтобы убирать с поля шары. Такие предметы, сгруппированные в группу из трёх и более, заставляют исчезнуть с поля все шары своего цвета. Помимо них есть ещё особый предмет в виде голубого шара. Сгруппированные вместе голубые шары не исчезают с поля, но если игрок сгруппирует шары какого-либо цвета и при этом они будут касаться одного или нескольких голубых шаров, все они окрасятся в этот цвет и пропадут с поля. Игра заканчивается либо когда шары достигают нижнего края поля одного из игроков, либо когда истекает время. В режиме «соло» у игрока нет соперника, а игровое поле только одно.
Персонажи в игре основаны на картах Таро. Всего игроку доступны для выбора шесть персонажей: Дурак, Маг, Верховная жрица, Колесница, Дьявол и Звезда. Главным боссом является Мир. В оригинальной аркадной версии все особые предметы, заставляющие исчезнуть шары одного цвета, доступны всем персонажам. В версиях для игровых консолей большинству персонажей доступен только предмет одного цвета, за исключением Дурака и Дьявола. Дураку не доступен ни один особый предмет, а Дьяволу доступно два. В версиях для PlayStation и Saturn у персонажей был изменён дизайн и имена.
Игровые режимы в версиях для консолей тоже подверглись изменению. В «режиме сражения» появился простой сюжет, объясняющий происходящее и мотивацию персонажей. Этот режим поясняет, что каждый из персонажей ищет магические предметы, называемые «магическими каплями». В случае успеха «капли» позволяют исполнить одно желание, но, как правило, результат исполненного желания отличается от ожиданий персонажа. Помимо расширенного режима сражений, в консольных версиях был представлен новый режим, получивший название «режим головоломки». В этом режиме игрок должен отчистить поле за ограниченное время от одного из двадцати подготовленных разработчиками уже расставленных наборов шаров. Этот режим позднее был добавлен и в расширенную аркадную версию.

## Разработка
В связи с большой популярностью игр-головоломок, начавшейся с успеха Тетриса, Data East задались идеей создать собственную игру в этом жанре. Во время предварительного исследования существующих игр разработчикам попался сборник игр из России. Одной из игр на диске была выпущенная российской компанией Russ игра Drop-Drop. По мнению директора отдела разработки Data East Такаси Кобаяси, игра была сделана на любительском уровне, а играть в неё было не очень интересно. Тем не менее, Кобаяси заинтересовала ключевая игровая механика Drop-Drop — «засасывание» объектов и выбрасывание их обратно на поле. Data East приобрели права на игру и начали работу над собственной версией. Согласно воспоминаниям разработчиков, Drop-Drop была не единственной игрой-головоломкой из России, на которую у компании были приобретены права.
Главным геймдизайнером игры был назначен Масаси Ингаки, занимавшийся до этого только графическим дизайном. Он был одним из тех, кто принял решение сделать игру, ориентированную на женщин, использовав «милую» графику и мотив карт Таро. Вторым автором геймдизайна стал Tac.H. Персонажей для игры создал художник под псевдонимом Tsukapon!. Присоединившаяся к Data East всего год до этого художница Мисаки Цукада рассказала в интервью, что ей было поручено сделать графику привлекательной для женской аудитории. Результат разработчиков сильно отличался от взятой за основу Drop-Drop, а из общего с ней осталась только основная механика. Data East указали авторство Russ в титрах и выплатили авторские отчисления, но впоследствии выкупили все права на игру.
Несмотря на то, что авторы, разрабатывая игру, нацеливались на женскую аудиторию, отдел маркетинга решил делать акцент на её русском происхождении. Рекламным слоганом был выбран «Горячая игра-головоломка из России», а разработчики появились в телевизионной передаче на тему «Видеоигры и российский бизнес». Такая рекламная стратегия не встретила одобрения главного дизайнера.

## Выпуск и переиздания
Magical Drop вышла на аркадных автоматах летом 1995 года. В том же году вышла обновлённая версия игры под названием Magical Drop Plus 1! (яп. マジカルドロップPLUS1!), которая послужила основой для версии игры, выпущенной на Западе под названием Chain Reaction. В западной версии цветные шары были заменены на разные предметы, такие как карточные масти или объекты, связанные с небом (солнце, луна, облака и другие).
20 октября 1995 года Magical Drop вышла на Super Famicom. Эта версия является единственной, в которой вместо маленькой фигурки шута, через которую осуществляется манипуляция предметами, используются миниатюрные фигурки самих персонажей. 15 декабря 1995 игра была выпущена для Sega Saturn, а 13 января 1996 — для PlayStation. В версиях для игровых систем пятого поколения двухмерные персонажи в стиле аниме были заменены на пререндеренных трёхмерных персонажей. В 2000 году Data East выпустили для PlayStation сборник Magical Drop III + Wonderful (яп. マジカルドロップIII＋ワンダホー！) в Японии и его аналог в Европе Magical Drop III — Spacial Edition, на который помимо третьей части игры вошла расширенная версия оригинальной Magical Drop Plus 1! с аркадных автоматов. На диске с игрой были опубликованы дополнительные материалы: галерея эскизов персонажей под заголовком «черновики», а также режим «студии», позволяющий просмотреть все игровые анимации и прослушать все использованные в игре звуки.
Компания Hamster Corporation переиздала в Японии версию для PlayStation 28 января 2002 в серии Arcade Hits. Цифровую версию этого издания выпустила компания MonkeyPaw для PlayStation Network 26 декабря 2007 года в Японии, а в конце 2011 сделала её доступной во всём мире. 29 мая 2007 года японский издатель G-Mode выпустил версию для SNES в системе Wii Virtual Console. Аркадная версия игры Magical Drop Plus 1! была выпущена в комплекте с Magical Drop III в PlayStation Network в 2017 году.
В январе 2018 года компания Retro-Bit выпустила картридж-сборник Data East Classic Collection для Super Nintendo на которой вошли Magical Drop и Magical Drop II. В мае 2021 года компания Blaze Entertainment анонсировала сборник Data East Arcade 1 для ретро-консоли Evercade и сообщила, что на него войдёт оригинальная англоязычная версия Magical Drop — Chain Reaction. Сборник поступил в продажу в декабре 2021 года.

## Отзывы
| Иноязычные издания   | Иноязычные издания        |
| Издание              | Оценка                    |
| -------------------- | ------------------------- |
| AllGame              | (Аркадный автомат)        |
| Famitsu              | (PS) 23/40                |
| Next Generation      | (Аркадный автомат)        |
| Total!               | (SNES) 90 %               |
| Super Play           | (SNES) 85 %               |
| Mean Machines Sega   | (Saturn) 84 %             |
| Sega Saturn Magazine | (Saturn) 6/10, 5/10, 7/10 |
| NoobFeed             | (PS) 73/100               |
| DarkZero             | (PS) 3/10                 |
| Pocket Gamer         | (PS)                      |

Игра достигла десятого места в рейтинге самых популярных аркад издания Game Machine. Обозреватель журнала Next Generation написал в своём обзоре, что Magical Drop очень популярна в Японии, несмотря на тот факт, что подобные игры на тот момент существовали уже более пяти лет. В заключении он охарактеризовал игру, как «не выдающуюся и не инновационную».
Версии для домашних консолей получили нейтральные и положительные отзывы игровой прессы. Обозреватель журнала Total! в своей рецензии версии для SNES написал, что игра приносит невероятное удовольствие, также является одной из немногих игр-головоломок, «способных воспроизвести заразительность Тетриса». Энди Смит из журнала Super Play назвал игру очень приятной и рекомендовал её всем любителям соревновательных головоломок. Он написал, что «это одна из тех игр, в которых думаешь что провёл десять минут, но вдруг понимаешь, что последние шесть часов прошли незаметно».
Версия для Sega Saturn тоже была хорошо встречена прессой. Обозреватель журнала Mean Machines Sega назвал Magical Drop серьёзным претендентом на звание «лучшей головоломки на Saturn». Журнал рекомендовал игру любителям головоломок, но предупредил, что игра может не понравится игрокам у которых не хватает терпения. Японский журнал Sega Saturn Magazine встретил игру прохладнее. Один из рецензентов журнала написал, что необходимость выстраивать объекты только по вертикали оставляет чувство неудовлетворённости. По мнению другого рецензента, дизайн персонажей проигрывает рисованной анимации в версии для SNES.
Переиздание версии для PlayStation в PlayStation Network в 2011 году тоже получило смешанные отзывы. Даав Валентатен с сайта NoobFeed дал игре положительный отзыв. В своей статье он написал, что «за милой графикой скрывается интенсивный и быстрый геймплей», а также что игра не такая казуальная, как может показаться на первый взгляд. Из негативных аспектов он отметил однообразный игровой процесс, не очень впечатляющую графику и раздражающую музыку. Тем не менее, по мнению Валентатена, это компенсируется увлекательным игровым процессом. Обозреватель британского сайта Dark Zero написал о Magical Drop для PSN негативную рецензию. По его мнению, пререндеренная трёхмерная анимация выглядят плохо даже по меркам 1996 года. В своём заключении он написал, что для знакомства с Magical Drop лучше обратиться к последующим играм серии. Питер Уиллингтон с сайта Pocket Gamer, обозревая PSN-версию игры на PlayStation Portable, назвал её «отличной», но при этом раскритиковал графику и звук, а также отметил, что из-за отсутствия перевода с японского языка и высокой сложности игра останется «очень нишевой».
Крис Шайв из издания Hardcore Gamer в своей рецензии на сборник Data East Classic Collection для Super Nintendo назвал Magical Drop и Magical Drop II наиболее приятными из вошедших в него игр и предположил, что игроки проведут за ними больше всего времени.

## Наследие
Игра положила начало одноимённой серии, которая включает полноценные продолжения, а также спин-оффы и кроссоверы для различных платформ. После прекращения существования Data East в 2003 году, права на Magical Drop были приобретены японской компанией G-Mode, которая продолжает выпускать новые игры в серии, а также переиздавать старые.
Несмотря на то, что саму Magical Drop обвиняли в неоригинальности и сравнивали с Тетрисом, Columns, Baku Baku Animal, Puzzle Bobble и другими похожими головоломками, после её выхода новые игры со схожей игровой механикой, такие как AstroPop, Delbo и Money Puzzle Exchanger, журналисты стали называть подражателями и «клонами» Magical Drop. Сходство Magical Drop с Money Puzzle Exchanger послужило поводом для судебного иска Data East к разработчикам Money Puzzle Exchanger компании Face. Разбирательство закончилось не в пользу Face и стало причиной её банкротства.
Помимо официальных сиквелов и других коммерческих игр с похожей механикой, существуют созданные энтузиастами и независимыми разработчиками неофициальные бесплатные ремейки Magical Drop, распространяемые как под свободными лицензиями, с открытым кодом, так и с закрыкрытым кодом.